# Harry Vardon Trophy
Harry Vardon Trophy delas ut till den golfspelare på den PGA European Tour som vinner Order of Merit (penningligan) under året.

## Vinnare av Harry Vardon Trophy
| År   | Vinnare            |
| 2008 | Robert Karlsson    |
| 2007 | Justin Rose        |
| 2006 | Padraig Harrington |
| 2005 | Colin Montgomerie  |
| 2004 | Ernie Els          |
| 2003 | Ernie Els          |
| 2002 | Retief Goosen      |
| 2001 | Retief Goosen      |
| 2000 | Lee Westwood       |
| 1999 | Colin Montgomerie  |
| 1998 | Colin Montgomerie  |
| 1997 | Colin Montgomerie  |
| 1996 | Colin Montgomerie  |
| 1995 | Colin Montgomerie  |
| 1994 | Colin Montgomerie  |
| 1993 | Colin Montgomerie  |

| År   | Vinnare               |
| 1992 | Nick Faldo            |
| 1991 | Severiano Ballesteros |
| 1990 | Ian Woosnam           |
| 1989 | Ronan Rafferty        |
| 1988 | Severiano Ballesteros |
| 1987 | Ian Woosnam           |
| 1986 | Severiano Ballesteros |
| 1985 | Sandy Lyle            |
| 1984 | Bernhard Langer       |
| 1983 | Nick Faldo            |
| 1982 | Greg Norman           |
| 1981 | Bernhard Langer       |
| 1980 | Sandy Lyle            |
| 1979 | Sandy Lyle            |
| 1978 | Severiano Ballesteros |
| 1977 | Severiano Ballesteros |

| År   | Vinnare               |
| 1976 | Severiano Ballesteros |
| 1975 | Dale Hayes            |
| 1974 | Peter Oosterhuis      |
| 1973 | Peter Oosterhuis      |
| 1972 | Peter Oosterhuis      |
| 1971 | Peter Oosterhuis      |
| 1970 | Neil Coles            |
| 1969 | Bernard Gallacher     |
| 1968 | Brian Huggett         |
| 1967 | Malcolm Gregson       |
| 1966 | Peter Alliss          |
| 1965 | Bernard Hunt          |
| 1964 | Peter Alliss          |
| 1963 | Neil Coles            |
| 1962 | Christy O'Connor      |
| 1961 | Christy O'Connor      |

| År   | Vinnare         |
| 1960 | Bernard Hunt    |
| 1959 | Dai Rees        |
| 1958 | Bernard Hunt    |
| 1957 | Eric Brown      |
| 1956 | Harry Weetman   |
| 1955 | Dai Rees        |
| 1954 | Bobby Locke     |
| 1953 | Flory Van Donck |
| 1952 | Harry Weetman   |
| 1951 | John Panton     |
| 1950 | Bobby Locke     |
| 1949 | Charlie Ward    |
| 1948 | Charlie Ward    |
| 1947 | Norman von Nida |
| 1946 | Bobby Locke     |
| 1939 | Reg Whitcombe   |